# Nicolas Roland
Pour les articles homonymes, voir Roland (homonymie).
Nicolas Roland, né le 2 décembre 1642 à Baslieux-les-Reims et mort le 27 avril 1678 à Reims, est un chanoine de Reims, fondateur des sœurs du Saint Enfant Jésus et reconnu bienheureux par l'Église catholique. Il est fêté le 27 avril.

## Enfance et jeunesse
Nicolas Roland est né à Baslieux-les-Reims, petite ville située à 9 km de Reims, fils de Jean-Baptiste Roland (1611-1673), commissaire de guerre et marchand d'étoffes. Il fut baptisé le 23 juillet 1643, ayant pour parrain son oncle, Matthieu Beuvelet. En 1650, il entra au Collège des Jésuites de Reims sis près de l'église Saint-Maurice et se destina à la prêtrise. En 1653, il reçut la tonsure de l'évêque Pouy à l'abbaye Saint-Pierre-les-Dames. Devenu clerc, il entama des études de rhétorique et de théologie. À la fin de ses études, il abandonna provisoirement la prêtrise pour effectuer un voyage en France, au bout duquel il décida de consacrer sa vie à Dieu.
En 1660, il se rendit à Paris pour continuer ses études de philosophie et de théologie, probablement chez les Jésuites, demeurant au collège des Bons Amis. Il devint membre de plusieurs sociétés de piété, faisant montre de l'enthousiasme et de l'activité qui allaient caractériser sa vie tout entière : l'Association des Amis du jésuite Jean Bagot et la société de Saint Vincent de Paul. Il pense un temps devenir jésuite. Attiré par l'œuvre des missionnaires, il pensa un temps partir en mission pour le Siam. Fait diacre en 1664, il fut ordonné prêtre le 3 mars 1665.
En 1666, il quitta ses parents pour habiter rue Barbâtre et mener une vie de pauvreté et de charité. Il prit contact avec le séminaire de Saint-Nicolas-du-Chardonnet où officiait son oncle et s'y forma à la spiritualité d'Adrien Bourdoise, à celle de Jean-Jacques Olier et prit connaissance du mouvement de rénovation du clergé français. Il passa quelques mois à l'église Saint-Amand de Rouen, pour suivre l'enseignement d'Antoine de la Haye, dans une complète pauvreté. Après cet épisode, sa maison se transforma en une sorte de séminaire où les jeunes gens qui se destinaient à la prêtrise venaient chercher son soutien et son aide.
De toutes les activités apostoliques, c'est l'éducation qui l'attira le plus ; ce goût fut fortement influencé par la publication des Bans de Charles Démia en 1668. A Rouen, il fit la connaissance d'un autre défenseur de l'éducation des pauvres, Nicolas Barré.
Le 15 octobre 1670, il soutient l'orphelinat fondé à Reims par Marie Varlet. Il pria Nicolas Barre de lui envoyer deux professeurs issus des "sœurs de la providence", François Duval et Anne Le Cœur, avec qui il allait fonder la congrégation des Sœurs de l'Enfant Jésus, consacrée à l'éducation des pauvres et des orphelines.

## La rencontre avec Jean-Baptiste de La Salle

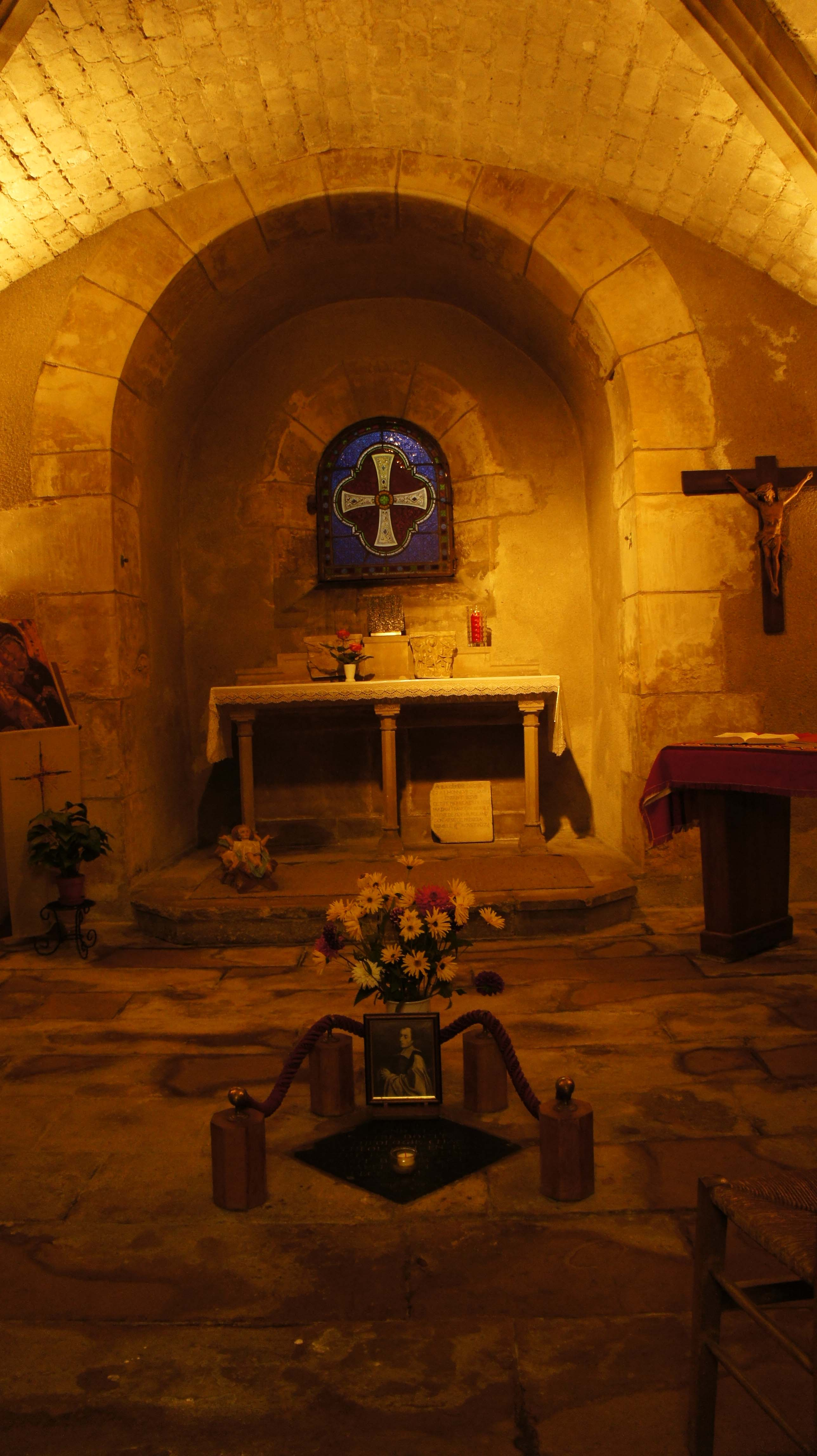
Crypte où se trouve le corps de Nicolas Roland

En 1672, Nicolas Roland rencontra un jeune rémois, Jean-Baptiste de La Salle, dont il sera un temps le directeur de conscience. Ils s'encouragèrent mutuellement pour leur œuvre respective ; ils correspondirent et se rencontrèrent régulièrement, Jean-Baptiste de La Salle résidant au séminaire de Saint-Sulpice, à Paris.
À la mort de son père en 1673, il se consacra encore davantage à son ministère apostolique, soutenant les progrès de la congrégation des Sœurs de l'Enfant Jésus. Il prit également en charge quelques écoles du voisinage et l'orphelinat. Le 13 juillet ouvrit la première école dirigée par les sœurs. L'année suivante, il fit don de tous ses biens à la jeune congrégation et multiplia les activités en faveur des nécessiteux, se rendant à Paris pour faire reconnaître, en vain, la communauté. En mars et avril 1673, il participa à une grande prédication et à une campagne apostolique avec l'aide des prêtres de l'Oratoire.
Le 19 avril 1678, il fut cloué au lit par de violents maux de tête. Le 23, il rédigea son testament, dans lequel il exprime son souhait que l'institut soit pris en charge par Saint Jean-Baptiste de La Salle et Nicolas Rogier. Il mourut en paix le 27 avril et fut enterré à la chapelle des sœurs le 29, âgé de 36 ans, laissant inachevé un immense programme apostolique. À sa suite, Jean-Baptiste de La Salle fonda la congrégation de l'institut des Frères des Écoles chrétiennes pour l'éducation humaniste et chrétienne des pauvres.
Il fut béatifié à Rome par le pape Jean-Paul II, le 16 octobre 1994. Sa fête est fixée au 27 avril d’après le Martyrologe romain. Une rue à Reims porte actuellement son nom.

### En français
- Aroz, L.M., Nicolas Roland, « Jean-Baptiste de La Salle et les Sœurs de l'Enfant-Jésus de Reims », Cahiers lasalliens 38, Reims, 1972
- Aroz, L.M., « The succession of Nicolas Roland, chanoine théologal de l'église Notre-Dame de Reims », Cahiers lasalliens 53, Paris 1995
- Gaëtan Bernoville, Un précurseur de saint Jean-Baptiste de La Salle : Nicolas Roland, fondateur de la Congrégation du Saint Enfant Jésus de Reims, Éditions Alsatia, Paris, 1950.
- Goy, J., La vie de Nicolas Roland, Reims, 1993
- Hanesse, A., Vie de Nicolas Roland, Reims, 1888
- Bernard Pitaud, Nicolas Roland et les sœurs de l'Enfant-Jésus : l'École française à Reims au XVIIe siècle, Paris, éditions du Cerf, 2001
- Émile Rideau, Nicolas Roland, Paris, Beauchesne, 1997

### En anglais
- Aroz, L.M., « Nicolas Roland, Jean-Baptiste de La Salle et les Sœurs de l'Enfant-Jésus de Reims », Cahiers lasalliens 38, Reims, 1972
- Aroz, L.M., « The succession of Nicolas Roland, chanoine théologal de l'église Notre-Dame de Reims », Cahiers lasalliens 53, Paris 1995

### En espagnol
- Chico, P., Nicolás Roland en Fundadores de órdenes religiosas de la enseñanza, Valladolid, 2000
- Gallego, S., San Juan Bautista de La Salle: vida y pensamiento, BAC, Madrid, 1986  (ISBN 84-220-1232-4)
- Campos, M., Sauvage, M., Juan Bautista de La Salle : Anunciar el evangelio a los pobres, Bruño, Lima, 1977
- Bédel, H., « Orígenes 1651-1726 », Estudios Lasalianos n° 5, Rome, 1998